# MSV Duisburg
MSV Duisburg (denumirea completă: Meidericher Spielverein 02 e. V. Duisburg) este o asociație sportivă fondată în 1902 în Duisburg, Renania de Nord-Westfalia care evoluează în 2. Bundesliga. La această echipă au evoluat români Mihai Tararache și Claudiu Niculescu.